# Ruen (Nordmakedonien)
Ruen (makedonska: Руен) är ett berg i Nordmakedonien.   Det ligger i kommunen Čaška, i den centrala delen av landet, 60 kilometer söder om huvudstaden Skopje. Toppen på Ruen är 866 meter över havet.